# Ian Somerhalder
Ian Somerhalder sinh ngày 08 tháng 12 năm 1978 ở Covington, Louisiana, Hoa Kỳ, là một diễn viên và người mẫu người Mỹ. Anh đã kết hôn với Nikki Reed năm 2015.

## Các phim đã đóng
| Năm  | Tiêu đề                          | Vai trò                       | Ghi chú   |
| ---- | -------------------------------- | ----------------------------- | --------- |
| 1998 | Celebrity                        | Chưa được xác nhận            | Vai diễn  |
| 2001 | Life as a House                  | Josh                          |           |
| 2002 | Changing Hearts                  | Jason Kelly                   |           |
| 2002 | The Rules of Attraction          | Paul Denton                   |           |
| 2004 | In Enemy Hands                   | U.S.S. Swordfish Danny Miller |           |
| 2004 | The Old Man and the Studio       | Matt                          | Phim ngắn |
| 2006 | National Lampoon's TV: The Movie | Chưa được xác nhận            | Vai diễn  |
| 2006 | Pulse                            | Dexter                        |           |
| 2006 | The Sensation of Sight           | Drifter                       |           |
| 2008 | The Lost Samaritan               | William Archer                |           |
| 2009 | Wake                             | Tyler                         |           |
| 2009 | The Tournament                   | Miles Slade                   |           |
| 2010 | How to Make Love to a Woman      | Daniel Meltzer                |           |
| 2013 | Time Framed                      |                               | Quay phim |

| Năm       | Tiêu đề                           | Vai trò           | Ghi chú                                                                           |
| --------- | --------------------------------- | ----------------- | --------------------------------------------------------------------------------- |
| 1997      | The Big Easy                      | I.Q.              | 1 tập phim: "The Black Bag"                                                       |
| 1999      | Now and Again                     | Brian             | 1 tập phim: "A Girl's Life"                                                       |
| 2000      | Young Americans                   | Hamilton Fleming  | Diễn viên chính, tất cả tám tập                                                   |
| 2001      | Anatomy of a Hate Crime           | Russell Henderson | Phim                                                                              |
| 2002      | CSI: Crime Scene Investigation    | Tony Del Nagro    | 1 tập phim: "Revenge Is Best Served Cold"                                         |
| 2002      | Law & Order: Special Victims Unit | Charlie Baker     | 1 tập phim: "Dominance"                                                           |
| 2003      | CSI: Miami                        | Ricky Murdoch     | 1 tập phim: "The Best Defense" fifth episode of the second season.                |
| 2004      | Fearless                          | Jordan Gracie     | Không bán được truyền hình thí điểm                                               |
| 2004      | Smallville                        | Adam Knight       | 6 tập (mùa 3); "Asylum", "Delete", "Hereafter", "Velocity", "Obsession", "Crisis" |
| 2007      | Marco Polo                        | Marco Polo        | Phim                                                                              |
| 2007      | Tell Me You Love Me               | Nick              | 6 tập                                                                             |
| 2008      | Lost City Raiders                 | Jack Kubiak       | Phim                                                                              |
| 2009      | Fireball                          | Lee Cooper        | Phim                                                                              |
| 2004–2010 | Lost                              | Boone Carlyle     | Diễn viên chính, 30 tập phim                                                      |
| 2009–nay  | The Vampire Diaries               | Damon Salvatore   | Vai trò chính                                                                     |